# Acrochaene punctata
Acrochaene punctata là một loài thực vật có hoa trong họ Lan. Loài này được Lindl. mô tả khoa học đầu tiên năm 1853. Chúng có mặt tại Sikkim, Bhutan, Assam, Myanmar và Thái Lan.